# 1870 год в литературе

## Книги
- «Адская жизнь» (La Vie infernale) — детективный роман Эмиля Габорио.
- «Вечный муж» — повесть Фёдора Достоевского.
- «Записки причетника» — роман Марко Вовчок.
- «История одного города» — повесть Михаила Евграфовича Салтыкова-Щедрина.
- «Лес» — пьеса Александра Островского.
- «Плавающий город» — роман Жюля Верна.
- «Свой хлеб» — роман Фёдора Решетникова.
- «Семеро братьев» — роман финского писателя Алексиса Киви.
- «Степной король Лир» — повесть Ивана Тургенева.
- «Странная история» — повесть Ивана Тургенева.
- «Тайна Эдвина Друда» — последний роман Чарлза Диккенса.

## Родились
- 1 февраля — Мотеюс Густайтис (Motiejus Gustaitis), литовский поэт и переводчик (умер в 1927).
- 20 февраля — Питер Корнелис Баутенс, нидерландский поэт и переводчик (умер в 1943).
- 17 апреля — Роберт Трессол, английский писатель (умер в 1911).
- 17 мая — Люцьян Рыдель (Lucjan Antoni Feliks Rydel), польский поэт и драматург (умер в 1918).
- 6 июня — Садзанами Ивая, японский детский писатель (умер в 1933).
- 24 июля — Альфонсо де Гимарайнс, бразильский поэт-символист (умер в 1921)
- 18 августа — Тугомир Алаупович, хорватский писатель, поэт (умер в 1958).
- 7 сентября — Александр Иванович Куприн, русский писатель (умер в 1938).
- 11 сентября — Нильс Кьер, норвежский писатель, драматург, эссеист, критик (умер в 1924).
- 22 октября — Иван Алексеевич Бунин, русский писатель, лауреат Нобелевской премии по литературе 1933 года (умер в 1953).
- 17 декабря – Иоан Бассарабеску, румынский писатель

## Умерли
- 21 января — Александр Иванович Герцен, русский писатель, публицист, философ (родился в 1812).
- 27 марта — Луи-Франсуа Рабан, французский писатель (род. в 1795).
- 13 мая — Григорий Александрович Кушелев-Безбородко, граф, русский литератор, издатель, меценат (родился в 1832).
- 9 июня — Чарльз Диккенс, классик мировой и англоязычной литературы (родился в 1812).
- 30 июля — Осмунн Улафсон Винье, норвежский поэт, один из создателей и пропагандистов нового норвежского литературного языка — лансмола (родился в 1818).
- 10 августа — Иоганн Кристиан Шухардт, немецкий писатель (родился в 1799).
- 18 августа – Феликс Зальм-Зальмский, немецкий прозаик.
- 23 сентября — Проспер Мериме (Prosper Mérimée), французский писатель (родился в 1803).
- 29 октября — Фредерик Шамье, английский писатель (род. 1796)
- 5 декабря — Александр Дюма-старший, французский романист, драматург, публицист и общественный деятель (родился в 1802) .
- 22 декабря — Густаво Адольфо Беккер, испанский писатель-романтик (родился в 1836).
- 30 декабря — Иоганн Баптист фон Цальгас, немецкий драматург (род. 1787).
- Екатерина Бегларовна Багатур, армянский и советский драматург и писательница (умерла в 1944).
- Зенон-Леонард Фиш, польский писатель (род. 1820).